# 薩班卡亞火山
15°47′S 71°51′W / 15.783°S 71.850°W

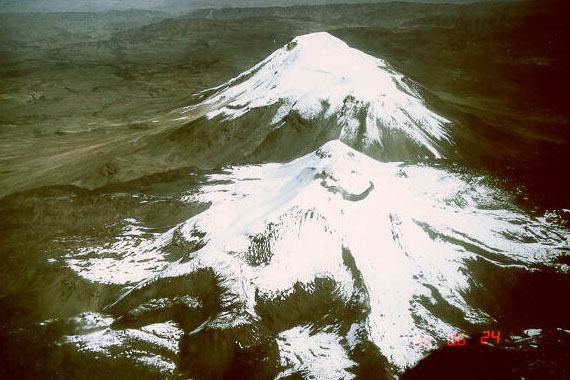

薩班卡亞火山是秘魯的火山，位於該國南部，距離第二大城市阿雷基帕約100公里，屬於安第斯山脈的一部分，海拔高度5,976米，最近一次火山噴發在2022年9月11日發生。喷发高度约22000英尺

## 外部連結
- Sabancaya on Summitpost （页面存档备份，存于）